# آمنة صبري مراد
الدكتورة آمنة صبري مراد، وهي طبيبة عراقية ولدت في عام 1923م، وتخصصت في الأمراض النسائية وكانت مديرة لمستشفى الحريري للأمراض النسائية ببغداد ومديرة لمستشفى الملكة عالية للنساء.

## حياتها
ولدت آمنة صبري مراد في بغداد سنة 1923، وفيها نشأت، ثم حصلت على ليسانس الطب من كلية الطب بجامعة بغداد، وشهادة مماثلة من جامعة لندن، ثم حصلت على دبلوم اختصاص بالأمراض النسائية من دبلن، ثم شهادة اختصاص أخرى في نفس التخصص من لندن، ثم شهادة اختصاص في الجراحة من إدنبرة، ثم حصلت على درجة الماجستير في تخصص الأمراض النسائية من جامعة بغداد.
تزوجت آمنة صبري من أستاذها المصري الدكتور محمد طلعت (1903 ـ 1978)، الذي كان أستاذًا زائرًا لعلم وظائف الأعضاء بجامعة بغداد، غير أن هذا الزواج لم يدم طويلًا.
شغلت آمنة صبري مراد عدة مناصب، من بينها مديرة مستشفى الحريري للأمراض النسائية ببغداد بين عامي 1954 و1970.

## من مؤلفاتها ومترجماتها
- لمحات طبية من تاريخ الطب القديم (القاهرة، 1966)
- معلومات هامة للأمهات عن فترة الحمل والولادة (تأليف و. نكسن، ترجمة آمنة صبري مراد، بغداد، 1963)
- عدة مقالات طبية في الدوريات الطبية والثقافية.